# Paparis

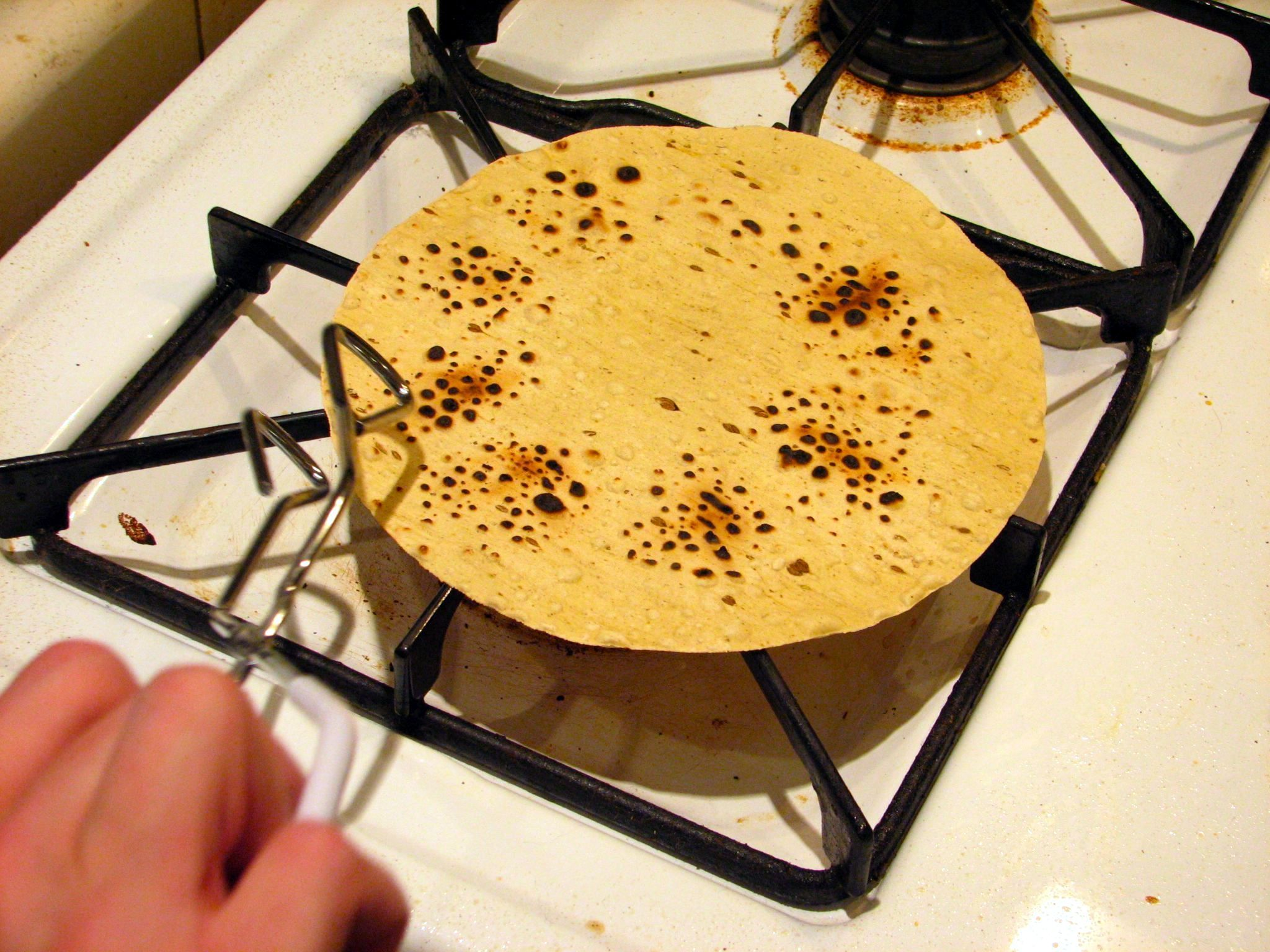
Paparis assados numa chama de fogão.

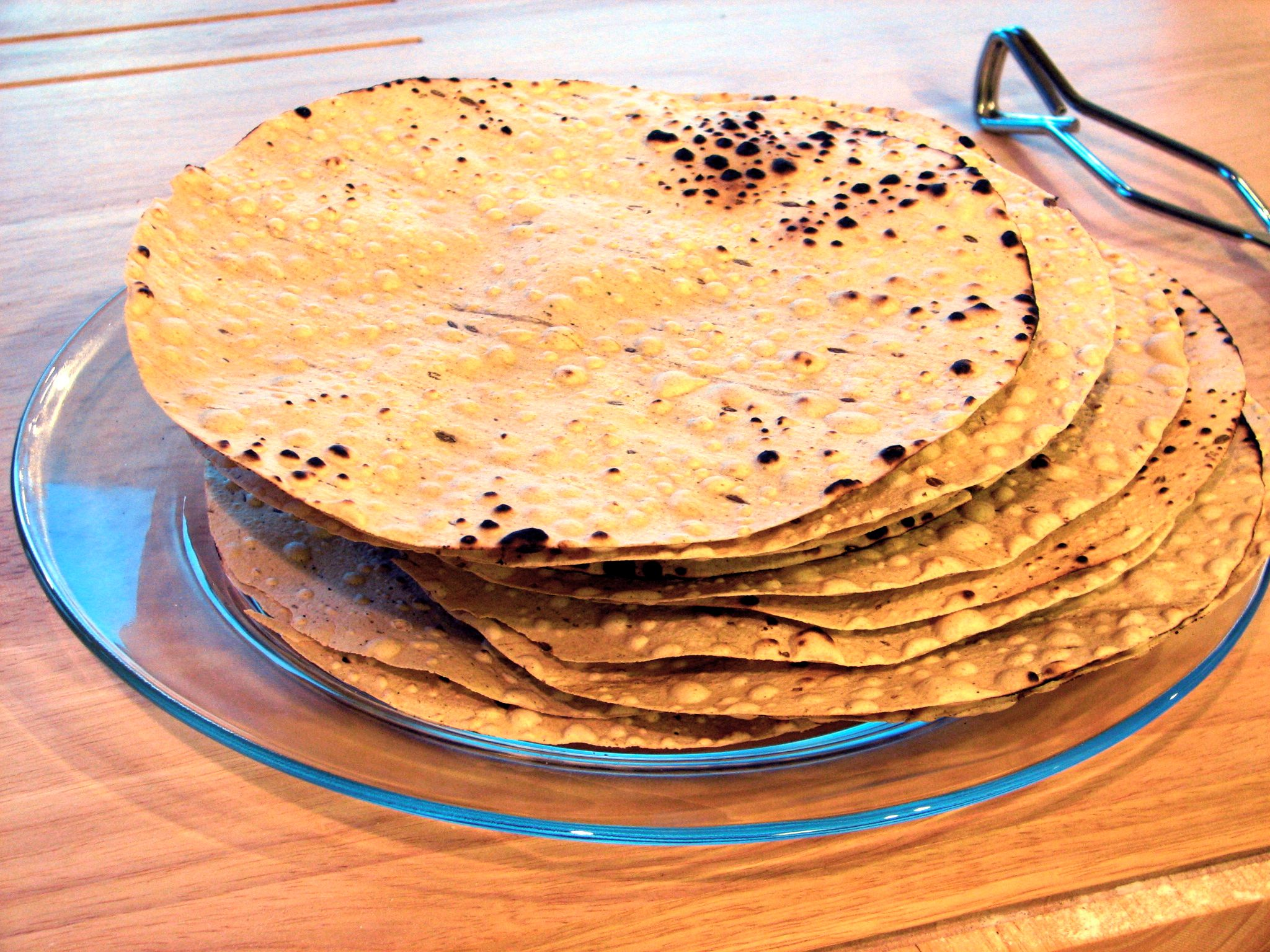
Uma pilha de paparis prontos a servir.

Paparis são um acepipe da cozinha goesa e da cozinha indiana. Um papari consiste numa folha fina de massa, firme e seca, frita ou assada, que pode levar uma grande variedade de especiarias. Podem ser servidos frios ou quentes, como aperitivo ou acompanhando pratos fortemente condimentados da culinária da Índia, como o caril. 

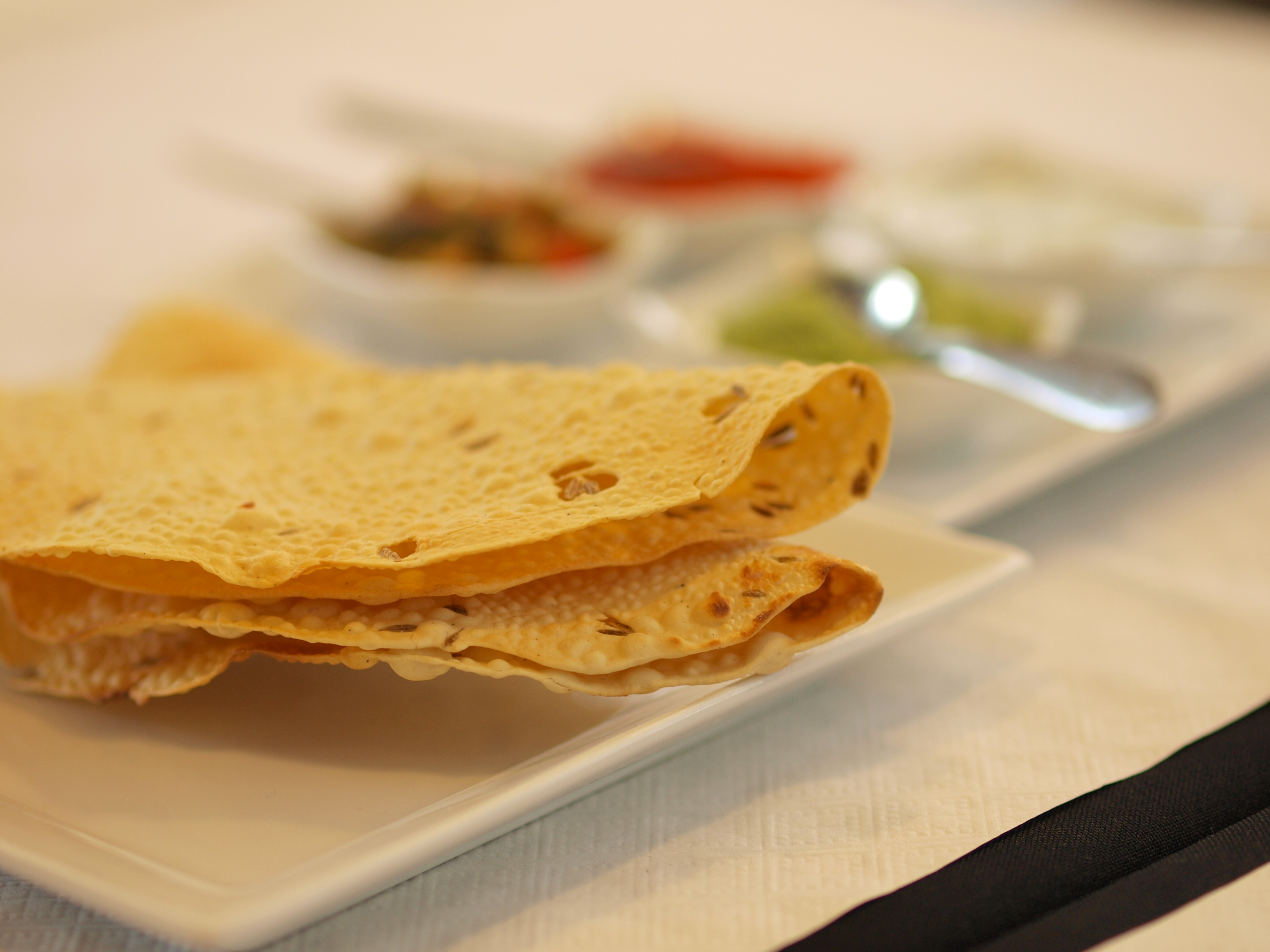
Paparis em Lisboa.

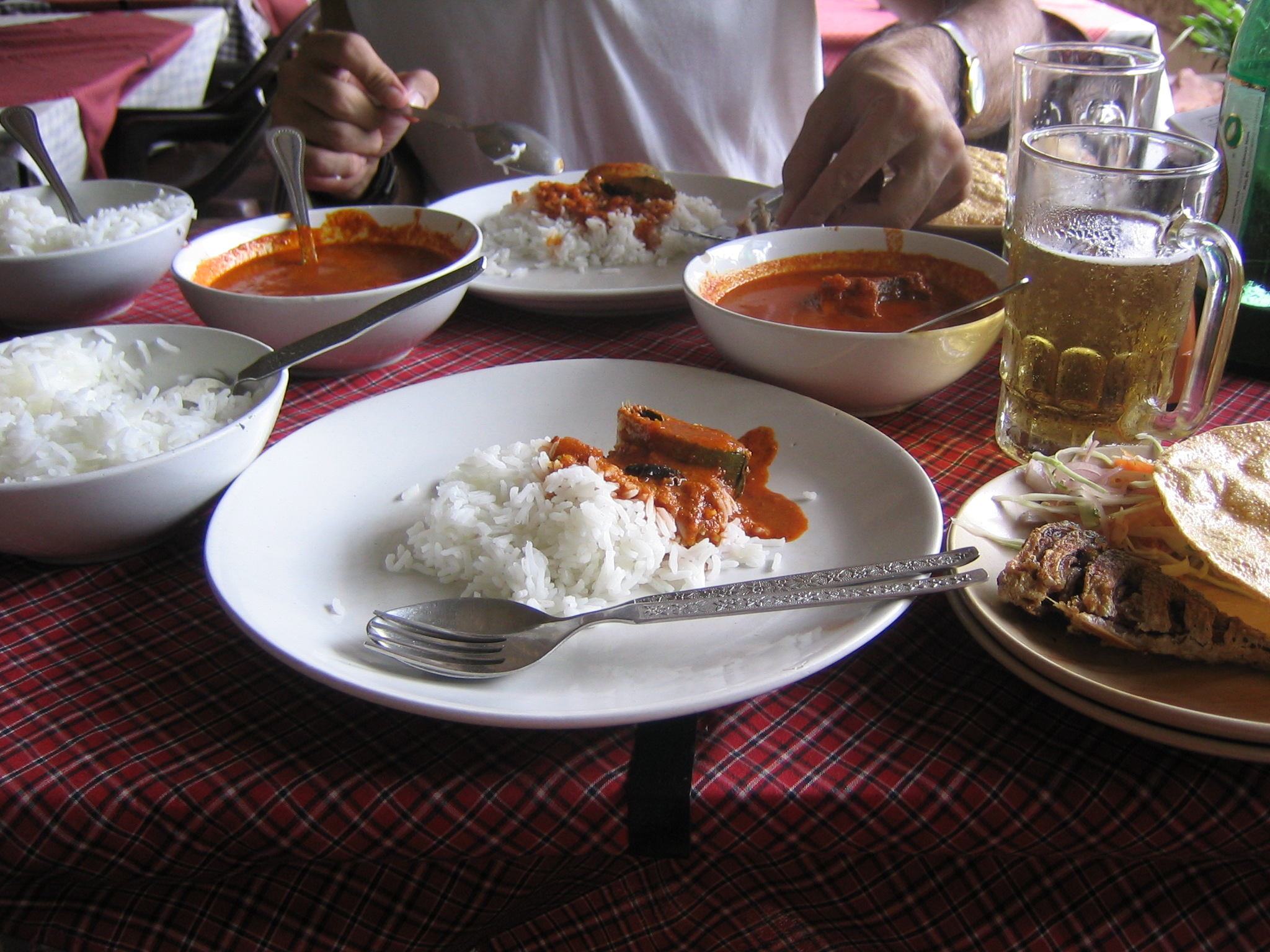
Paparis acompanhando ambotic, em Margão, à direita.

A designação papari tem origem na culinária indo-portuguesa de Goa, Damão e Diu, outrora pertencentes ao Estado Português da Índia. Nas demais regiões da Índia, os paparis são conhecidos por variantes da palavra papadum, tais como papadam, poppadom ou appadum. 
A receita varia de região para região e até, na realidade, de casa para casa. Mas, tipicamente, a massa é feita de lentilhas, grão-de-bico ou arroz pilados. Nalguns locais, também pode ser utilizada a jaca como ingrediente.
São adicionados sal e óleo de amendoim, para compor a massa, que pode ser temperada com malaguetas, cominhos, alho ou pimenta preta. Por vezes, é também adicionado fermento.
A massa é moldada como um círculo fino e colocada ao sol a secar, em seguida. Pode ser frita, assada numa chama de fogão, torrada ou no micro-ondas, conforme a textura desejada.
No sul da Índia, os paparis são normalmente consumidos como acompanhamento das refeições, enquanto que no norte são consumidos no fim destas. Como aperitivos, podem ser consumidos cobertos com cebolas picadas, chetnim ou outros molhos, como o balchão. Nalgumas regiões da Índia, são ainda utilizados crus, na preparação de caris e de temperos vegetais.